# N-acetilmuramoil-L-alaninska amidaza
N-acetilmuramoil--alaninska amidaza (EC 3.5.1.28, acetilmuramil--alaninska amidaza, -acetilmuramil--alaninska amidaza, N-acilmuramil--alaninska amidaza, acetilmuramoil-alaninska amidaza, -acetilmuraminska kiselina L-alaninska amidaza, acetilmuramil-alaninska amidaza, -acetilmuramilalaninska amidaza, mureinska hidrolaza, N-acetilmuramoil--alaninska amidaza tip I, N-acetilmuramoil-L-alanin amidaza tip II) je enzim sa sistematskim imenom peptidoglikan amidohidrolaza. Ovaj enzim katalizuje sledeću hemijsku reakciju
Hidroliza veza između N-acetilmuramoilnih ostataka i L-aminokiselinskih ostataka u pojedinim glikopeptidima ćelijskog zida

## Literatura
- Nicholas C. Price; Lewis Stevens (1999). Fundamentals of Enzymology: The Cell and Molecular Biology of Catalytic Proteins (Third изд.). USA: Oxford University Press. ISBN 019850229X.
- Eric J. Toone (2006). Advances in Enzymology and Related Areas of Molecular Biology, Protein Evolution (Volume 75 изд.). Wiley-Interscience. ISBN 0471205036.
- Branden C; Tooze J. Introduction to Protein Structure. New York, NY: Garland Publishing. ISBN 0-8153-2305-0.
- Irwin H. Segel. Enzyme Kinetics: Behavior and Analysis of Rapid Equilibrium and Steady-State Enzyme Systems (Book 44 изд.). Wiley Classics Library. ISBN 0471303097.
- William P. Jencks (1987). Catalysis in Chemistry and Enzymology. Dover Publications. ISBN 0486654605.

## Spoljašnje veze
- N-acetylmuramoyl-L-alanine+amidase на 